# Patiria chilensis
Patiria chilensis (лат.) — вид морских звёзд рода Patiria семейства астериниды (Asterinidae) из отряда вальватиды. Встречается в юго-восточной части Тихого океана вдоль побережья Южной Америки. Это широкопятиугольная, подушкообразная морская звезда с пятью короткими лучами.

## Экология
Patiria chilensis встречается в каменистой приливно-отливной зоне умеренных морей у побережья Чили преимущественно в нижней зоне водорослей, где доминируют ламинарии Lessonia nigrescens и Durvillaea antarctica, а также различные корковые коралловые водоросли. Среди морских ежей, встречающихся в этой зоне, — виды Loxechinus albus и Arbacia nigra, а среди морских звёзд — Stichaster striatus, Meyenaster gelatinosus и доминирующий вид Heliaster helianthus. Эти морские звёзды являются доминирующими хищниками в этой зоне и, по-видимому, играют важную роль в поддержании структуры сообщества. P. chilensis является хищником, питающимся отмершими животными остатками и детритом. Это небольшой вид, который избегает нападения более крупных морских звёзд, предпочитая укромные места. Известно, что он не сбрасывает свои щупальца, как многие другие виды морских звёзд в этом регионе, но иногда встречаются экземпляры с ампутированными (возможно, рыбами) лучами. В этом случае щупальца не восстанавливаются, а толстая кожа затягивает рану, заживляя её.
Как для других иглокожих, загрязнение может негативно сказаться на этом виде. Открытие нового морского выхода из медного рудника в Калета-Палито в Чили в 1975 году привело к массовой гибели морских звёзд Stichaster striatus, Meyenaster gelatinosus и Patiria chilensis, а также морского ежа Arbacia nigra, который полностью исчез из этого района.